# Mary Beth Leonard

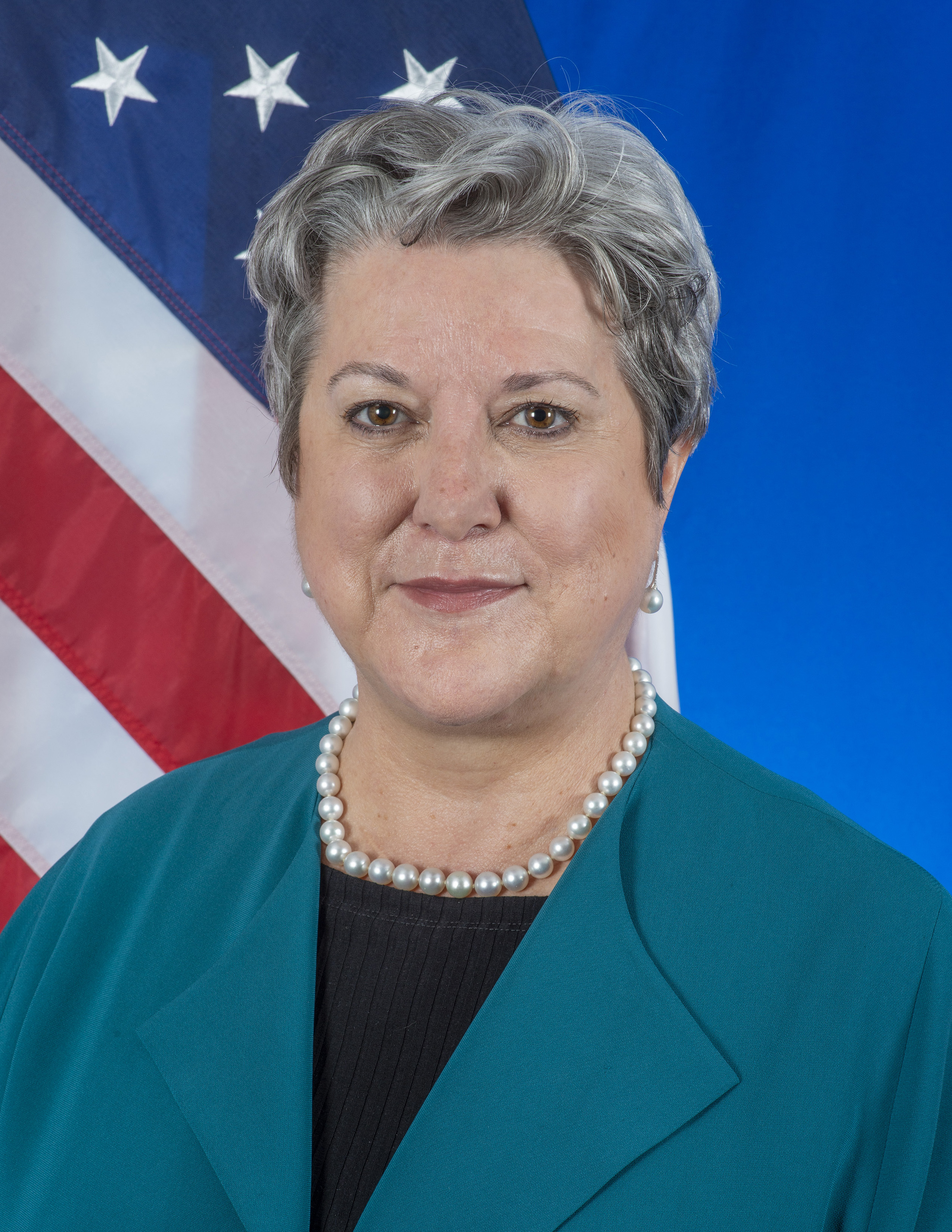
Mary Beth Leonard

Mary Beth Leonard (* 1962 in Massachusetts) ist eine US-amerikanische Diplomatin, von 2011 bis 2014 Botschafterin in Mali, von 2016 bis 2019 Repräsentantin bei der Afrikanischen Union und seit 2019 Botschafterin in Nigeria.

## Leben
Leonard erhielt 1984 an der Boston University einen Bachelor magna cum laude in Französisch und Wirtschaftswissenschaften. 1988 erhielt sie einen Master in Internationale Beziehungen mit einem Fokus auf Afrika von der Johns Hopkins University. 2004 würde sie am U.S. Naval War College einen Master of Security and Strategic Studies erhalten.
Nach ihrem Studium betrat sie den US-amerikanischen Außendienst, für den sie zunächst in verschiedenen afrikanischen Botschaften sowie zwischen 2004 und 2006 Deputy Chief of Mission in der Botschaft in Suriname und zwischen 2006 und 2009 an der Botschaft in Mali arbeitete, worauf sie 2009 Director for West African Affairs wurde. Darauf ernannte sie der Präsident Barack Obama zur Botschafterin in Mali. Auch wirkte sie als Faculty Advisor beim U.S. Naval War College und als Diplomat in Residence for New England. Zwei Jahre später wurde sie Repräsentantin bei der Afrikanischen Union und gleichzeitig bei der Wirtschaftskommission für Afrika werden. 2019 ernannte Präsident Donald Trump sie zur Botschafterin in Nigeria.